# Liste wichtiger Institutionen und Werke der evangelikalen Bewegung in Deutschland
Verzeichnis wichtiger Institutionen und Werke der evangelikalen Bewegung in Deutschland, basierend auf einer Aufstellung von Friedhelm Jung.

## Zusammenschlüsse
- Deutsche Evangelische Allianz (Bad Blankenburg)
- Konferenz Bekennender Gemeinschaften in den Evangelischen Kirchen Deutschlands (Wichtigstes Organ: Theologischer Konvent):

- Arbeitskreis Bekennende Christen in Bayern
- Bekenntnisbewegung „Kein anderes Evangelium“
- Bekennende Gemeinschaft Nordelbien
- Evangelische Notgemeinschaft in Deutschland
- Evangelische Sammlung in Berlin
- Evangelische Sammlung um Bibel und Bekenntnis in Westfalen
- Evangelische Vereinigung um Bibel und Bekenntnis in Baden
- Evangelische Vereinigung um Bibel und Bekenntnis in der Pfalz
- Kirchliche Sammlung um Bibel und Bekenntnis in Bayern
- Kirchliche Sammlung um Bibel und Bekenntnis in Braunschweig
- Kirchliche Sammlung um Bibel und Bekenntnis in Nordelbien
- Ludwig-Hofacker-Vereinigung in Württemberg
- Sammlung Bekennender Evangelischer Frauen
- Sammlung um Bibel und Bekenntnis in Norddeutschland

Gastmitglieder:
- Christen für die Wahrheit
- Evangelische Sammlung im Rheinland
- Evangelische Sammlung in Württemberg
- Evangelisch-Lutherische Gebetsgemeinschaften
- Hilfsaktion Märtyrerkirche
- Selbständige Evangelisch-Lutherische Kirche (SELK)

ehemaliges Mitglied:
- Gnadauer Gemeinschaftsverband (bis 1991)

- Geistliche Gemeindeerneuerung in der Evangelischen Kirche (Hamburg)
- Evangelischer Gnadauer Gemeinschaftsverband (Kassel)

## Theologische Ausbildungsstätten
- Alternativen zum Universitätsstudium:

- Freie Theologische Hochschule Gießen (FTH), ehemals Freie Theologische Akademie Gießen (FTA)
- Staatsunabhängige Theologische Hochschule Basel (STH), ehemals Freie Evangelisch-Theologische Akademie Basel (FETA)
- Theologisches Seminar St. Chrischona (Bettingen/CH bei Basel), in Kooperation mit der Middlesex University (London)
- Internationale Hochschule Liebenzell (IHL) (Bad Liebenzell/Pforzheim), in Kooperation mit der Middlesex University (London)
- Evangelische Hochschule Tabor (Marburg), ehemals Theologisches Seminar Tabor (bis 2009)

- Ergänzungen zum Universitätsstudium:

- Albrecht-Bengel-Haus (Tübingen)
- Bodelschwingh-Haus (Marburg)
- Bruderschaft Liemehna (bei Leipzig)
- Friedrich-Hauß-Studienzentrum (Schriesheim/Heidelberg)
- Spener-Haus (Mainz)
- Studiengemeinschaft Wort und Wissen (Baiersbronn/Freudenstadt)
- Geistliches Rüstzentrum Krelingen (Walsrode)

- Konfessions-gebundene Theologische Seminare und Hochschulen evangelischer Freikirchen-Verbände:

- Gemeindeakademie (Gelnhausen, Hessen)
- Bibelseminar Bonn des Bundes Taufgesinnter Gemeinden (BTG) der russlanddeutschen Mennoniten
- Theologische Hochschule Ewersbach (Dietzhölztal bei Siegen) des Bundes Freier evangelischer Gemeinden in Deutschland (FeG)
- Theologische Hochschule Friedensau (Möckern bei Magdeburg) der evangelischen Freikirche der Siebenten-Tags-Adventisten (STA)
- Theologische Hochschule Reutlingen der Evangelisch-methodistischen Kirche (EmK)
- Theologisches Seminar Beröa (Erzhausen/Darmstadt) des Bund Freikirchlicher Pfingstgemeinden (BFP)
- Theologisches Seminar Bienenberg (Liestal/CH bei Basel) der evangelischen Freikirche der Mennoniten
- Theologische Hochschule Elstal (Wustermark bei Berlin) des Bundes Evangelisch-Freikirchlicher Gemeinden in Deutschland (BEFG) der Baptisten und offenen Brüder

- Bibelschulen und Theologische Seminare des Evangelischen Gnadauer Gemeinschaftsverbandes, der Konferenz missionarischer Ausbildungsstätten (KmA) der EKD angeschlossen:

- CVJM-Hochschule (Kassel)
- Evangelistenschule Johanneum (Wuppertal-Barmen)
- Evangelische Missionsschule Unterweissach (Weissach im Tal/Ludwigsburg)
- Fachhochschule für Interkulturelle Theologie Hermannsburg (bei Celle), ehemals Missionsseminar Hermannsburg
- Marburger Bibelseminar bzw. Marburger Bildungs- und Studienzentrum (mbs)
- TDS Aarau / CH
- Theologisch-pädagogisches Seminar Malche (bei Porta Westfalica)
- Theologisches Seminar St. Chrischona

- überkonfessionelle Theologische Seminare und Akademien, der Konferenz Bibeltreuer Ausbildungsstätten (KbA) angeschlossen:

- Akademie für christliche Führungskräfte (AcF) (Gummersbach)
- Akademie für Weltmission (AWM) (Korntal bei Stuttgart), in Kooperation mit der Columbia International University (Columbia/South Carolina, USA)
- Bibelseminar Königsfeld (BSK) (Stuttgart)
- Biblisch-Theologische Akademie Wiedenest (BTA), ehemals Bibelschule Wiedenest (Bergneustadt bei Gummersbach)
- Institut für Gemeindebau und Weltmission (IGW) International (Studienzentren: in CH: Zürich, Burgdorf/Bern, Olten; in D: Essen, Bielefeld, Braunschweig, Karlsruhe, Nürnberg)
- Interkulturelle Theologische Akademie (ITA) (Bad Liebenzell bei Pforzheim)
- International Seminary of Theology and Leadership (ISTL) (Studienzentren: Zürich, Bern, Thomasville/USA, Tirana/Albanien, Mombasa/Kenia, Yaounde/Kamerun)
- Martin Bucer Seminar (Studienzentren: Bonn, Bielefeld, Hamburg, Berlin, Chemnitz, Pforzheim, München, Zürich, Innsbruck, Linz, Prag, Istanbul)
- Theologisches Seminar Adelshofen (TSA) (Eppingen bei Heilbronn)
- Theologisches Seminar Rheinland (TSR) (Wölmersen/Altenkirchen), ehemals Neues Leben Seminar
- außerdem: "Alternativen zum Universitätsstudium" wie das Bengel-Haus, Studiengemeinschaft Wort und Wissen und Krelingen

- überkonfessionelle Bibelschulen, der Konferenz Bibeltreuer Ausbildungsstätten (KbA) angeschlossen:

- Kurzbibelschule der Fackelträger, Klostermühle (Obernhof bei Koblenz)
- Kompaktbibelschule von Wort des Lebens (WDL), Esra Training (Heidesee bei Berlin)
- Bibelschule Brake (Lemgo-Brake)
- Bibelseminar Bonn
- Bibelschule Breckerfeld (bei Hagen), neu: Bibel Center
- Bibelschule Burgstädt (bei Chemnitz)
- Bibelschule Kirchberg (Kirchberg an der Jagst)
- Christliche Bildungsstätte Fritzlar (bei Kassel)
- Institut für Theologie und Gemeindebau (itg) (Innsbruck/AU)
- Seminar für biblische Theologie (sbt) Beatenberg/CH (bei Bern)

- andere Bibelschulen und Theologische Seminare:

- Bibelschule Glaubenszentrum Bad Gandersheim (bei Hildesheim)
- Europäisches Theologisches Seminar (Freudenstadt-Kniebis)
- Werkstatt für Gemeindeaufbau (Ditzingen/Stuttgart), in Kooperation mit der New Covenant International University (Lake Worth/Florida, USA)

## Evangelikal geprägte Schüler- und Studentenarbeit
- Evangelikale Bekenntnisschulen
- Campus für Christus (Gießen)
- Navigatoren (Bonn)
- Studentenmission in Deutschland (SMD) (Marburg)

## Mission und Diakonie
- Arbeitsgemeinschaft Evangelikaler Missionen (AEM) (Stuttgart)
- Bund Deutscher Gemeinschafts-Diakonissen-Mutterhäuser und Deutscher Gemeinschafts-Diakonie-Verband (zusammen zwölf Mutterhäuser)
- Deutsche Gesellschaft für Biblisch-Therapeutische Seelsorge
- Arbeitskreis Biblische Seelsorge

## Publizistik/Medien
- Evangeliums-Rundfunk (ERF) (Wetzlar)
- Evangelische Nachrichtenagentur Idea e. V.
- Verlage:

- ABC-team (sechs Verlage) und Telos-Verlagsgemeinschaft (neun Verlage) mit einem Anteil von über 50 % des protestantischen Buchmarktes
- 144 Zeitschriften mit ca. 35 Millionen Exemplaren Gesamtauflage pro Jahr

- Arbeitsgemeinschaft evangelikaler Buchhändler
- Christlicher Medienverbund KEP (ehemals Konferenz evangelikaler Publizisten, Wetzlar)
- Christliche Medien-Akademie (cma) (Wetzlar)

## In Verbindung mit der Evangelischen Allianz stehende Werke
(vgl. umfassenderen Hauptartikel Liste der Deutschen Evangelischen Allianz nahestehender Organisationen)
- Werke, die in enger Verbindung mit der Allianz stehen:

- Arbeitsgemeinschaft Biblische Frauenarbeit (ABF)
- Arbeitsgemeinschaft Evangelikaler Missionen (AEM)
- Arbeitsgemeinschaft Soldatenseelsorge
- Arbeitskreis für evangelikale Missiologie (AfeM) (vgl. Artikel Missionswissenschaft)
- Arbeitskreis für evangelikale Theologie (AfeT)
- Christliche Fachkräfte International (CFI)
- Christliche InterNet-Arbeitsgemeinschaft e. V. (CINA)
- Christlicher Medienverbund KEP – (ehemals Konferenz evangelikaler Publizisten, Wetzlar)
- Christus für alle-Filmdienst
- Coworkers – (ehemals Hilfe für Brüder)
- Evangeliums-Rundfunk Wetzlar (ERF)
- Evangelische Nachrichtenagentur Idea e. V. (auf der theologischen Basis der Evangelischen Allianz)

- Werke, die auf dem Boden der Glaubensbasis der Allianz stehen (Auswahl, insgesamt gibt es über 200 christliche Werke, die auf dem Boden der Allianz stehen):

- Aktion „Helfen statt Töten“ (Kassel)
- Aktion: In jedes Haus (AJH) (Schwelm)
- Anzeigen-Missionsgesellschaft (AMG) (Velbert)
- Arbeitsgemeinschaft christlicher Plakatmissionen (Hamburg)
- Bibellesebund (Marienheide)
- Bibelschulen (fast alle der oben genannten)
- Blaues Kreuz in Deutschland (Wuppertal)
- Campus für Christus (Gießen)
- Christliche Fachkräfte International (Stuttgart) (vgl. Artikel Friedensfachkraft)
- Christliche Vereinigung Deutscher Eisenbahner (Walzbachtal)
- Deutsche Zeltmission (DZM) (Siegen)
- DMG interpersonal, ehemals „Deutsche Missionsgemeinschaft“ (Buchenauerhof)
- Forum Wiedenest (Bergneustadt)
- Fackelträger (Obernhof/Lahn)
- Gemeindetag unter dem Wort
- help center (Buchenau)
- Initiative für bibeltreue Hochschulen (IbH) (Hannoversch Münden)
- Internationales Centrum für Weltmission (ICW) (Bornheim/Bonn)
- Janz Team (Lörrach)
- Jona-Kassettendienst (Albbruck)
- Jugend für Christus in Deutschland (Mühltal)
- Kinder-Evangelisations-Bewegung (KEB) (Frankfurt)
- Konferenz für bibeltreue Ausbildung im Hochschulbereich (KbAH)
- Lebenswende – Haus Metanoia (Frankfurt)
- Licht im Osten (Korntal)
- Mission für Süd-Ost-Europa (Siegen)
- Missionstrupp Frohe Botschaft (MFB) (Großalmerode)
- Missionswerk „Hoffnung für Dich“ (Wabern bei Kassel)
- Missions- und Bildungswerk „Neues Leben“ (Altenkirchen)
- Navigatoren (Bonn)
- Operation Mobilisation, Deutschland (OM) (Mosbach)
- Ring Missionarischer Jugendbewegungen (RMJ)
- Studentenmission in Deutschland (SMD) (Marburg)
- Verband Evangelischer Bekenntnisschulen (VEBS) (Frankfurt am Main)
- Christen in der Wirtschaft (früher Verband Christlicher Kaufleute (VCK), Erkrath)
- Weißes Kreuz (Kassel)
- Wycliff Bibelübersetzer (Burbach-Holzhausen)